# Península de Fairpoint
La península de Fairpoint (en inglés: Fairpoint Peninsula) es una pequeña península situada en la costa del golfo de México, en el noroeste de Florida al sur de Estados Unidos. Separa el Santa Rosa Sound, al sur, de la bahía de Pensacola, al norte. El Canal Intracostero del Golfo se dirige al sur de la península a través del Santa Rosa Sound. La Reserva Oaks, creada a partir de una extensión de tierra utilizada para la producción de materiales de construcción naval, está situada cerca del extremo occidental de la península.
La Ruta 98 de Estados Unidos, una ruta principal de carreteras entre Pensacola y Fort Walton Beach atraviesa la península.